# Autrèche
Autrèche – miejscowość i gmina we Francji, w Regionie Centralnym, w departamencie Indre i Loara.
Według danych na rok 1990 gminę zamieszkiwało 328 osób, a gęstość zaludnienia wynosiła 16 osób/km² (wśród 1842 gmin Regionu Centralnego Autrèche plasuje się na 818. miejscu pod względem liczby ludności, natomiast pod względem powierzchni na miejscu 642.).